# Contras' City
Pour plus de détails, voir Fiche technique et Distribution.
Contras' City est un film documentaire sénégalais réalisé par Djibril Diop Mambety en 1968.

## Synopsis
Ce documentaire-fiction montre la ville de Dakar avec une conversation en voix over entre un Sénégalais (Mambéty) et une Française, Inge Hirschnitz. Dans une pittoresque charrette hippomobile, un parcours souvent chaotique dans les quartiers résidentiels et populeux de la capitale sénégalaise, ville de tous les contrastes : petites communiantes africaines sur le parvis de l'église, fidèles musulmans qui prient sur la chaussée, architecture rococo des bâtiments officiels, modestes échoppes des maîtres artisans aux abords du marché.

## Fiche technique
- Réalisation : Djibril Diop Mambéty
- Production : Kankourama
- Scénario : Djibril Diop Mambéty
- Image : Georges Bracher
- Musique : Djimbo Kouyaté
- Montage : Jean-Bernard Bonis, Marino Rio
- Interprètes : Inge Hirschnitz, Djibril Diop Mambéty